# Tavistock (Devon)
Pour les articles homonymes, voir Tavistock.
Tavistock est une ville et une paroisse civile du Devon, située dans le sud-ouest de l'Angleterre. Au moment du recensement de 2001, sa population était de 11 018 habitants.
La ville est surtout connue comme lieu de naissance du corsaire Francis Drake.

## Histoire
Le HMS Lamerton est parrainé par la communauté civile de South Molton pendant la campagne nationale du Warship Week (semaine des navires de guerre) en mars 1942. Il est un destroyer d'escorte de classe Hunt de type II construit pour la Royal Navy.

## Personnalités liées
- Rob Baxter (1971-), joueur anglais de rugby, entraîneur et directeur du rugby des Exeter Chiefs depuis 2009, y est né.
- William Browne (1590-1645), poète pastoral anglais, y est né.
- Graham Dawe (1959-), joueur de rugby, qui a joué avec l'équipe d'Angleterre de 1987 à 1995, y est né.
- Corelli Collard Field (1830-1898), homme politique ontarien, y est né.
- Sir John Glanville (1586-1661), homme politique, y est né.
- Ada Florence Remfry Hitchins (1891-1972), la principale assistante de recherche du chimiste britannique Frederick Soddy qui reçut le prix Nobel en 1921, y est née.
- Pete Quaife (1943-2010), bassiste britannique, membre fondateur du groupe The Kinks, y est né.
- John Surman (1944-), saxophoniste et clarinettiste de jazz, y est né.
- Maurice Wilder-Neligan (1882-1923), militaire australien, y est né.
- Leonard Yeo (1512-1586), homme politique, y est né.
- Sir Francis Drake (1540-1596), homme politique du XVIe siècle, y est né.

## Jumelages
- Celle (Allemagne)
- Pontivy (France)

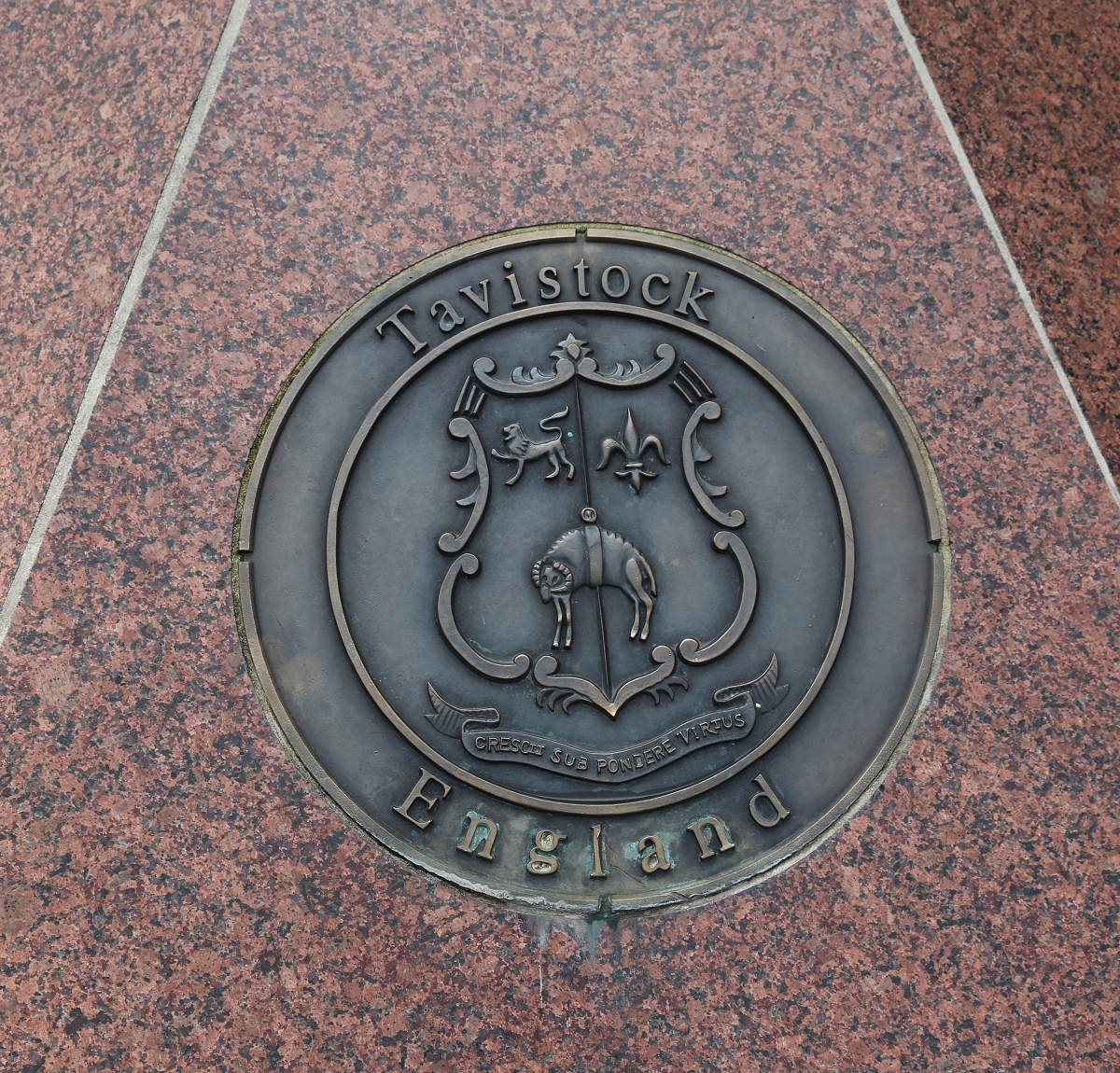
Blason à jumelage Celle (Allemagne).